# Ejnar Mikkelsen
Pour les articles homonymes, voir Mikkelsen.
Ejnar Mikkelsen, né le 23 décembre 1880 à Vester-Brønderslev et mort le 1er mai 1971 à Copenhague, est un explorateur polaire et écrivain danois.
La baie de Mikkelsen en Antarctique est nommée en son honneur.

## Biographie
Il dirige en 1906-1907 le Duchess-of-Bedford qui conduit dans la mer de Beaufort l'expédition anglo-danoise.
Le 20 juin 1909, Ejnar Mikkelsen part de Copenhague à la recherche de Ludvig Mylius-Erichsen au Groenland mais son navire de 40 tonneaux, avec 6 hommes d'équipage, l'Alabama, est broyé par les glaces. À partir de l'île Shannon, il se lance malgré cela dans une longue marche vers le Nord avec un seul homme, Iver P. Iversen avec le même objectif que l'Expédition Danmark: contrer les revendications de l’explorateur américain Robert Peary qui affirme que le Groenland est divisé en deux territoires distincts. Il retrouve en octobre en Terre de Lambert le corps de Jørgen Brønlund de l'expédition Mylius-Erichsen ainsi que le journal de Brønlund expliquant le drame.
Pendant trois ans, les deux hommes seront portés disparus, l'île Shannon étant devenue inaccessible aux navires. Le 22 mai 1909, ils découvrent un cairn avec un message de Mylius-Erichsen daté du 12 septembre 1907. Le 26, ils en découvrent un second contenant un message daté du 8 août 1907. les trois hommes étaient alors en forme et expliquaient leurs découvertes dans le fjord de l'Indépendance.
Alors qu'on les pensait morts, ils parviennent, le 18 septembre 1909, à rejoindre la cabane construite par leurs cinq compagnons avec les restes de la Alabama. Ceux-ci avaient été recueillis le 27 juillet 1909 par le navire Sept-Juillet.
À l'été 1912 un baleinier retrouve enfin Mikkelsen et Iversen que personne ne pensait encore vivants. Ils avaient réussi à atteindre le fjord Danemark et à retrouver le journal d'Erichsen avant de regagner l'île Shannon le 25 novembre 1910. Il est nommé gouverneur du Groenland Est du 5 avril 1933 au 31 mai 1950.
Il est le gendre de l'explorateur Gustav Holm et le mari de Naja Marie Heiberg Holm, la fille de ce dernier.

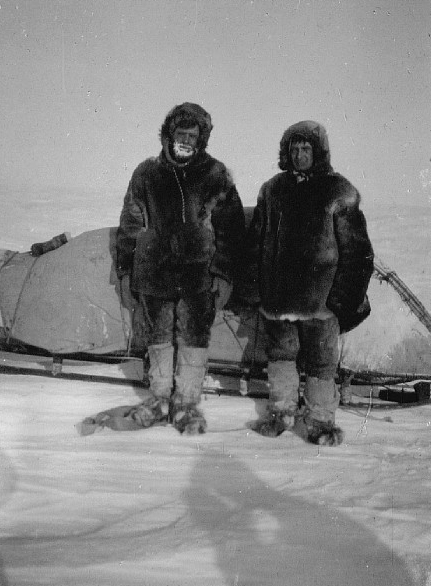
Mikkelsen et Iver P. Iversen 1910.

## Ouvrages
- Ejnar Mikkelsen, Perdus dans l'Arctique (récit de l'expédition de l'Alabama, 1909-1912), traduction de Charles Laroche, Maison Alfred Mame et Fils, Tours, 1913.
- Ejnar Mikkelsen, Le quart du second, Julliard Éditeur, 1955, p. 254.

## Documentaire
- 1961 : 3 000 km i Alaska med Ejnar Mikkelsen (traduit par : 3 000 km en Alaska avec Ejnar Mikkelsen) de Birthe Helmer-Petersen[7].

## Cinéma
- 1929 : L'Iceberg vengeur (Frozen Justice) d'Allan Dwan (d'après la nouvelle d'Ejnar Mikkelsen intitulée Norden for lov og ret; en Alaska-Historie)[8],[Note 1].
- 1930 : Eskimo (da) de George Schnéevoigt (d'après la nouvelle d'Ejnar Mikkelsen intitulée John Dale)[9].
- 2022 : Perdus dans l'Arctique (Against the Ice) de Peter Flinth.

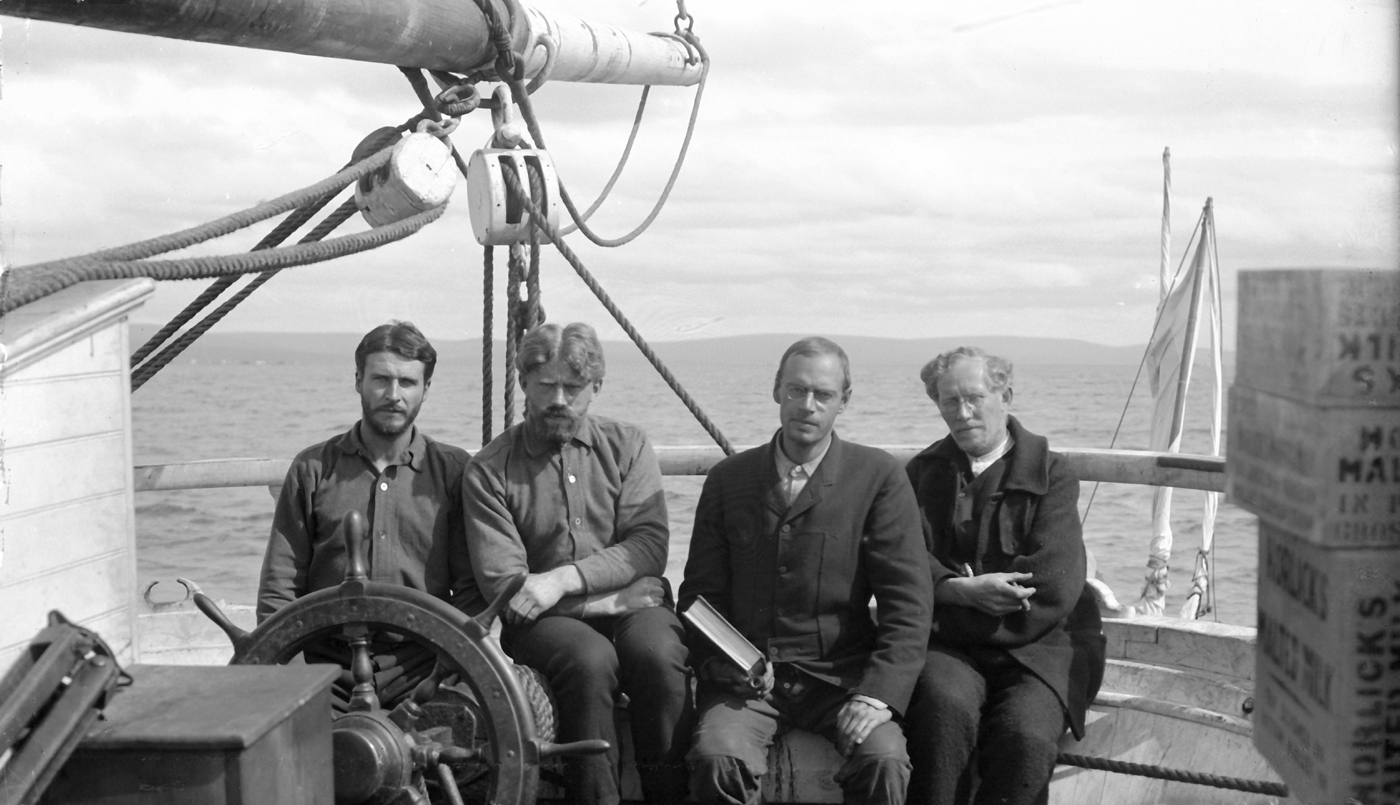
Membres de l'expédition polaire anglo-américaine de 1906 : Ernest de Koven Leffingwell (à gauche), le capitaine Ejnar Mikkelsen, G.P. Howe, et Ejnar Ditlevsen.